# Draco caerulhians
Draco caerulhians là một loài thằn lằn trong họ Agamidae. Loài này được Lazell miêu tả khoa học đầu tiên năm 1992.